# Parajana
Parajana é um gênero de mariposa pertencente à família Bombycidae.